# Banco Federal de Crédito
Banco Federal de Crédito foi um banco brasileiro, antecessor do Itaú.

## História
A instituição bancária foi fundada em 1943, por Alfredo Egydio de Souza Aranha, com o nome de Banco Central de Crédito S/A. Sua primeira agência foi aberta em São Paulo, em 1945, ano ao final do qual possuía três agências. 
Com a transformação da SUMOC (Superintendencia da Moeda e do Crédito) em Banco Central do Brasil, por determinação da autoridade monetária, foi alterado o nome do banco para Banco Federal de Crédito S.A, no ano de 1952. Adquiriu o Banco Paulista de Comércio em 1961. No ano de 1964, fundiu-se com o Banco Itaú, dando origem ao Banco Federal Itaú.